# Shimmura Jumpei
Jumpei Shimmura (sinh ngày 13 tháng 10 năm 1988) là một cầu thủ bóng đá người Nhật Bản.

## Sự nghiệp câu lạc bộ
Jumpei Shimmura đã từng chơi cho Tokyo Verdy, General Caballero và Jelgava.